# Sredni (Kursk)
Sredni (russisch Средний) ist ein Weiler (chutor) in der Oblast Kursk in Russland. Er gehört zum Rajon Medwenka und zur Landgemeinde (selskoje posselenije) Wyschnereuttschanski selsowjet.

## Geographie
Der Ort liegt gut 42 km Luftlinie südwestlich des Oblastverwaltungszentrums Kursk im südwestlichen Teil der Mittelrussischen Platte, 15 km südwestlich des Rajonverwaltungszentrums Medwenka sowie 7 km vom Sitz des Dorfsowjet – Werchni Reutez und 50 km von der Grenze zwischen Russland und der Ukraine entfernt am Fluss Ljubatsch (linker Nebenfluss des Reut im Becken des Seim).

### Klima
Das Klima im Ort ist wie im Rest des Rajons kalt und gemäßigt. Es gibt während des Jahres eine erhebliche Niederschlagsmenge. Dfb lautet die Klassifikation des Klimas nach Köppen und Geiger.

## Bevölkerungsentwicklung
| Jahr | Einwohner |
| ---- | --------- |
| 2002 | 4         |
| 2010 | ▼3        |

Anmerkung: Volkszählungsdaten

## Verkehr
Sredni liegt 17,5 km von der Fernstraße föderaler Bedeutung M2 „Krim“ (ein Teil der Europastraße E105), 1 km von der Straße interkommunaler Bedeutung 38N-185 (M2 „Krim“ – Gachowo) und 30,5 km von der nächsten Eisenbahnhaltestelle 439 km (Eisenbahnstrecke Lgow-Kijewskij – Kursk) entfernt.
Der Ort liegt 92 km vom internationalen Flughafen von Belgorod entfernt.